# Tetrachthamalus
Tetrachthamalus is een zeepokkengeslacht uit de familie van de Chthamalidae. De wetenschappelijke naam van het geslacht werd voor het eerst geldig gepubliceerd in 1967 door Newman.

## Soorten
De volgende soorten zijn bij het geslacht ingedeeld:
- Tetrachthamalus oblitteratus Newman, 1967
- Tetrachthamalus sinensis Ren, 1980